# Acroctena
Acroctena is een geslacht van vlinders van de familie tandvlinders (Notodontidae), uit de onderfamilie Notodontinae.

## Soorten
- A. arguta Kiriakoff, 1969
- A. fissura Saalmüller, 1884
- A. lilacina (Kenrick, 1917)
- A. nebulosa Kiriakoff, 1969
- A. pallida (Butler, 1882)